# منتخب ألمانيا لكرة الطائرة للسيدات
منتخب ألمانيا الوطني لكرة الطائرة للسيدات (بالألمانية: Deutsche Volleyballnationalmannschaft der Frauen)‏ هو ممثل ألمانيا الرسمي في المنافسات الدولية في كرة طائرة في فئة كرة الطائرة للسيدات.